# 姉小路頼綱正室
姉小路頼綱正室（あねがこうじよりつなせいしつ、生没年不詳）は、戦国時代の女性。父は斎藤道三で姉小路頼綱の妻。兄弟姉妹に濃姫、斎藤利堯、斎藤利治。美濃国出身。子に姉小路信綱、姉小路秀綱、姉小路季綱、三木直綱、小島基頼、三木近綱、遠藤慶隆室、向宣政室。

## 生涯
斎藤道三の娘として誕生し、飛騨国で勢力を伸ばしている三木家の三木光頼へ正室として嫁ぐ。
朝廷正式許可が認められた時より、夫は姉小路頼綱と名乗り公家の正室となる。
織田信長が上洛を果たすと、姉小路氏へも上洛要請があり、兄弟姉妹である信長の正室濃姫と美濃国加治田城大名である斎藤利治・斎藤利堯を通じて親族として上洛した。その後織田家と同盟を結ぶ事となる。
飛騨征伐後は夫・頼綱と一緒に護送されて京都へ幽閉。その後は親族の近衛家に庇護され、娘婿である遠藤氏と向氏に援助され、息子の三木近綱と共に暮らした。